# Dvojček (pesniška zbirka)
Dvojček je pesniška zbirka Matjaža Kocbeka. Zbirka je izšla leta 1996 pri založbi Nova revija.

## Vsebina
Za pesmi v zbirki je značilen enakomeren tok, s pomočjo katerega se pesnik naseljuje v poeziji. Pisanje pesmi je postalo obred, ki spremeni vsakdanjost jezika ter poveže žive in mrtve. 
Pesnik poudarja, da mora žrtvovati svojo bit, da bi začutil prave sanje, dihal pravi mir. Lirski subjekt je svojemu početju podrejen z vsemi čuti, z vso telesno prisotnostjo. 
Kocbek je v svojih prvih pesniških zbirkah želel jezik očitstiti pomena, zdaj pa ga je ponovno napolnil s snovjo. Te vsebine so pogovor s preteklostjo, minulim časom in napoved prihodnosti, novega in neznanega. 